# Теорема Райса
Теорема Райса — утверждение теории алгоритмов, согласно которому для любого нетривиального свойства вычислимых функций определение того, вычисляет ли произвольный алгоритм функцию с таким свойством, является алгоритмически неразрешимой задачей. Здесь свойство называется нетривиальным, если существуют и вычислимые функции, обладающие этим свойством, и вычислимые функции, не обладающие им. 
Названа по имени американского математика Генри Гордона Райса, доказавшего её в 1951 году в докторской диссертации. Изначально доказана для частично-рекурсивных функций, существует аналог теоремы для рекурсивных множеств.